# HK VVS MVO Moskva
Khokkejnyj Klub VVS MVO (russisk: Хоккейный клуб ВВС МВО) var en sovjetisk ishockeyklub, der eksisterede i en kort periode i 1940'erne og 1950'erne, men som på trods af sin korte levetid nåede at vinde det sovjetiske mesterskab tre gange i begyndelsen af 1950'erne.
Klubben var en del af VVS MVO Moskva, der også havde afdelinger for fodbold, basketball og volleyball, og var tilknyttet Sovjetunionens Luftvåben, hvilket navnet VVS MVO da også antyder, da det er en translitteration af den russiske forkortelse ВВС МВО, der står for
- Военно-воздушные Силы Московского военного округа (russisk).
- Vojenno-vozdusjnyje Sily Moskovskogo vojennogo okruga (translitteration).
- Luftvåbnet i Moskva Militærdistrikt (dansk oversættelse).

## Titler og bedrifter

### Sovjetisk mesterskab
- Vinder (3): 1950-51, 1951-52, 1952-53.
- Nr. 2 (1): 1948-49.

### Sovjetisk pokalturnering
- Pokalvinder (1): 1951-52.
- Pokalfinalist (1): 1950-51.

## Trænere
Tekst mangler, hjælp os med at skrive teksten